# Patricia Lockwood

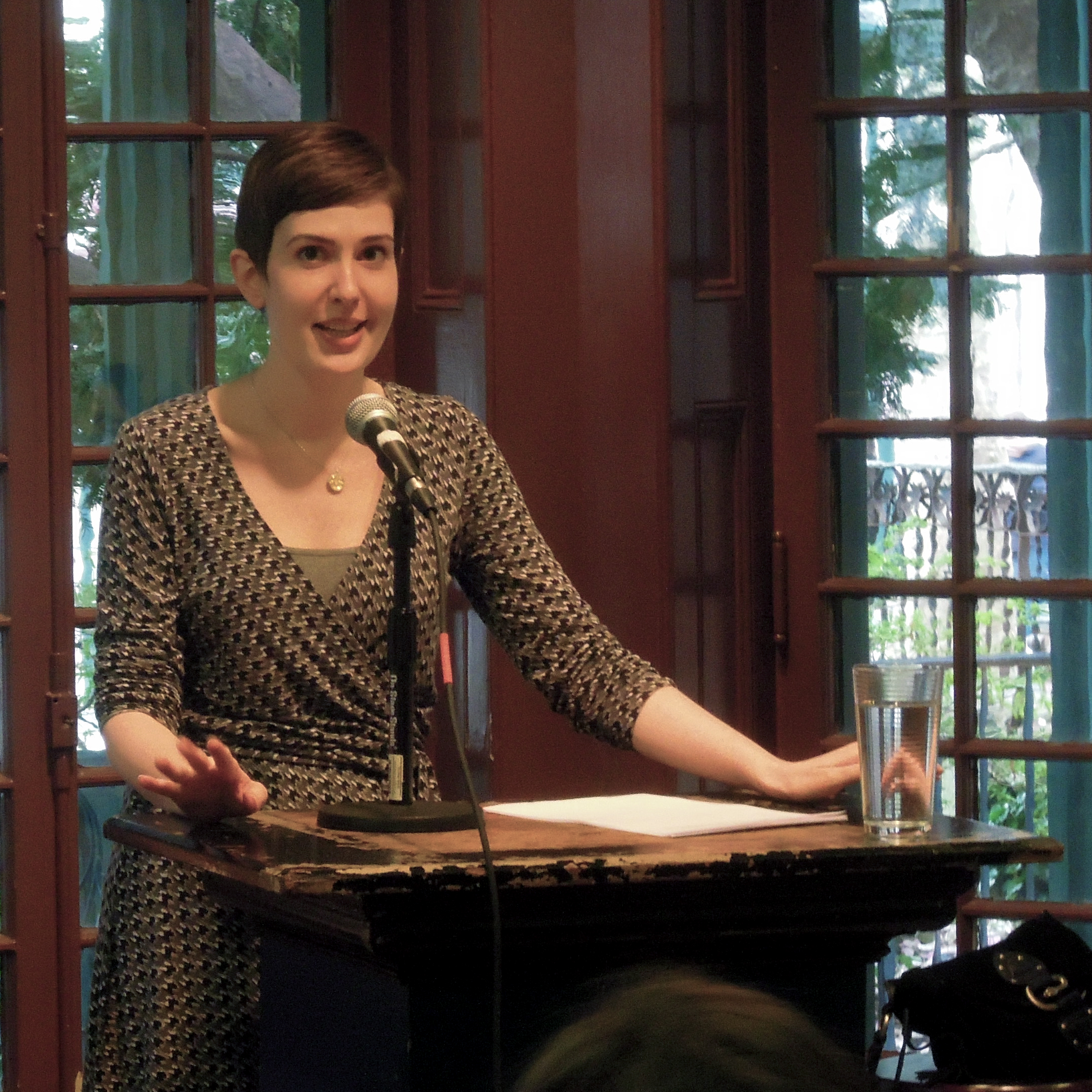
Patricia Lockwood (2013)

Patricia Lockwood (geboren 27. April 1982 in Fort Wayne) ist eine US-amerikanische Schriftstellerin. Sie wurde bekannt durch eine Serie von sexts auf Twitter und das Gedicht Rape Joke.

## Leben
Patricia Lockwood wuchs in St. Louis und Cincinnati auf, ihr Vater war Berufssoldat bei der US Navy. Er hatte mehrmals religiöse Erweckungserlebnisse und wurde schließlich Priester der katholischen Kirche. Patricia Lockwood besuchte Gemeindeschulen, aber kein College und heiratete mit 21 Jahren den Journalisten Jason Kendall, sie leben in Savannah, Georgia. Sie schreibt Gedichte, die ab 2004 in Zeitschriften erschienen, unter anderem in The New Yorker, Poetry und London Review of Books.
Ihre erste Gedichtsammlung erschien 2012 beim Independent-Verlag Octopus Books unter dem Titel Balloon Pop Outlaw Black. Das Buch verkaufte sich gut und erschien auf der Jahresbestenliste der New York Times. Im Jahr 2014 brachte Penguin Books die zweite Gedichtsammlung Motherland Fatherland Homelandsexuals heraus, auch dieses Buch hatte eine Umschlagillustration der Graphikerin Lisa Hanawalt.
Lockwood twittert seit 2011, sie erfand die sexts, poetische und zugleich anzügliche Kurztexte, und erhielt für ihre Tweets viel Aufmerksamkeit. Sie gewann 2013 einen Pushcart Prize für ihr Gedicht Rape Joke, das beim Online-Magazin The Awl erschien und an die Affäre um Daniel Tosh’ misslungenen Comedy-Auftritt anknüpft.
Im Jahr 2017 erschien unter dem Titel Priestdaddy Lockwoods autobiografischer Prosaband, für den sie 2018 mit dem Thurber Prize for American Humor ausgezeichnet wurde. Drei Jahre später gelangte Lockwood mit ihrem Debütroman No One is Talking About This (dt. Titel: Und keiner spricht darüber) auf die Shortlists des Booker Prize 2021 und des Women’s Prize for Fiction 2021; 2022 wurde sie für den Roman mit dem Dylan Thomas Prize ausgezeichnet.

## Werke (Auswahl)
- Balloon Pop Outlaw Black. Octopus Books, Portland 2012.
- Patricia Lockwood, “Rape Joke”, bei: The Awl, 25. Juli 2013.
- Motherland Fatherland Homelandsexuals. Penguin Books, 2014.
- Priestdaddy. Riverhead Books, New York 2017.[10]
- Lost in Trumplandia It’s his country now — we just vote in it. in: The New Republic, 247, no. 4991, (2016): S. 28.
- No One is Talking About This. Riverhead Books, New York 2021.
- Fairy Pools, Kurzgeschichte in: The New Yorker, May 26/2025.